# T.O.P (Twinkling of Paradise)
〈T.O.P (Twinkling of Paradise)〉는 대한민국의 3인조 걸 그룹 가수 《S.E.S.》가 일본에서 발매한 4번째 싱글 음반이다. 신화의 노래를 접한 S.E.S.의 일본 기획사 스카이 플래닝에서 계속적으로 신화의 곡을 리메이크 할 것을 권유하여 리메이크가 성사되었다. 

## 설명
- 한국 3집 컴백 시기와 맞물리는 바람에 뮤직 비디오 외에 일체의 프로모션 활동이 없었다.
- 뮤직 비디오는 합성이 들어간 초기 버전과 편집을 달리한 흑백/컬러 버전 등 총 3가지 버전이 있다.
- 대만에는〈閃亮的天堂〉라는 제목으로 각 멤버의 사진이 담긴 3가지 사양으로 발매되었다.
- 전곡이 한국 작곡가들(유영진/김형석)의 곡들로 수록된 유일한 싱글 앨범이다.

## 주요 기록
- 오리콘 주간차트에서 최고순위 56위, 판매량은 4,840장을 기록했다.
- TBS 《카운트다운 TV》에서 최고 56위를 기록했다.
- 대만 삼립 텔레비전 HITS CHART(동양권 부문)에서 10,527점으로 1999년 연간 차트 10위를 기록한다.

## 트랙 리스트
1. T.O.P. (Twinkling of paradise)
  - 작사: 슈, 유영진 / 작곡: 유영진 / 편곡: 유영진
  - 같은 소속사였던 6인조 남성그룹 신화의 한국 2집 타이틀 곡을 커버해서 가사를 일본어로 바껴서 발표했다.
  - 일본 2인조 힙합그룹 m-flo의 한국계 멤버 VERBAL이 래퍼로 참여했다.
2. Life - this is the power -
  - 작사: TOMOHICO∞ / 작곡: 김형석 / 편곡: 김형석
3. T.O.P. - MASTERS OF FUNK Remix -
  - 작사: 슈, 유영진 / 작곡: 유영진 / 편곡: 유영진

## 같이 보기
- T.O.P. (신화의 음반)